# Márton Böndör
Márton Böndör (* 19. Januar 2002) ist ein ungarischer Leichtathlet, der sich auf den Stabhochsprung spezialisiert hat.

## Sportliche Laufbahn
Erste internationale Erfahrungen sammelte Márton Böndör im Jahr 2023, als er bei den U23-Europameisterschaften in Espoo mit übersprungenen 4,90 m in der Qualifikationsrunde ausschied. 2025 wurde er bei der 1. Liga der Team-Europameisterschaft in Madrid mit 5,70 m Erster im B-Finale, ehe er bei den World University Games in Bochum mit 5,55 m die Bronzemedaille hinter dem Norweger Simen Guttormsen und Valters Kreišs aus Lettland errang.
In den Jahren 2023 und 2024 wurde Böndör ungarischer Meister im Stabhochsprung im Freien sowie in der Halle.